# جوزيبي ساراغات
جوزيبي ساراغات (بالإيطالية: Giuseppe Saragat) ـ (19 سبتمبر 1898 ـ 11 يونيو 1988) هو سياسي إيطالي كان خامس رئيس للجمهورية الإيطالية بين عامي 1964 و1971.
ولد ساراغات في تورينو لأبوين من جزيرة سردينيا، وكان ينتمي إلى التيار الاشتراكي الإصلاحي الذي انشق عن الحزب الاشتراكي الإيطالي (بعد مخاوف من تحالف الأخير الوشيك مع الشيوعيين) لتأسيس حزب العمال الاشتراكي الإيطالي (الذي سمي لاحقًا بالحزب الديمقراطي الاشتراكي الإيطالي)، وقد صار ساراغات في وقت لاحق الزعيم الأساسي للحزب حتى وفاته.
شغل ساراغات منصب وزير خارجية إيطاليا عامي 1963 و1964، وانتخب لرئاسة الجمهورية الإيطالية سنة 1964، في واحدة من المرات القليلة التي توحد فيها اليسار الإيطالي تحت تأثير مخاوف من صعود الفاشيين الجدد أثناء حكم أنطونيو سينيي.
كان ساراغات ملحدًا، وقد توفي في روما في 11 يونيو 1988.

## روابط خارجية
- جوزيبي ساراغات على موقع الموسوعة البريطانية (الإنجليزية)
- جوزيبي ساراغات على موقع مونزينجر (الألمانية)